# Pyhäntä
Pyhäntä [ˈpyhæntæ] ist eine Gemeinde in Mittelfinnland. Sie liegt rund 100 km südöstlich der Stadt Oulu in der Landschaft Nordösterbotten.
Hauptort der Gemeinde ist das Kirchdorf Pyhäntä am Ufer des Sees Pyhännänjärvi, weiterhin umfasst sie die Dörfer Ahokylä, Lamujoki, Tavastkenkä und Viitamäki. Hauptwirtschaftszweig ist die holzverarbeitende Industrie; neben Holzmöbeln werden Hausbauteile und Kartonagen hergestellt. Daneben haben sich Unternehmen der Lebensmittelindustrie angesiedelt.
Rund 80 % der Gemeindefläche sind bewaldet und teils versumpft und sind Lebensraum seltener Tierarten wie Braunbär, Biber und Ren.

## Politik
Verwaltung

Die dominierende politische Kraft im ländlich geprägten Pyhäntä ist die Zentrumspartei. Bei der Kommunalwahl 2008 erhielt sie fast drei Viertel der Stimmen und erzielte so eines ihrer finnlandweit besten Ergebnisse. Im Gemeinderat stellt sie 12 von 15 Abgeordneten. Zwei Sitze konnte das Linksbündnis erringen, einen die  konservative Nationale Sammlungspartei. Die Grünen  scheiterten am Einzug in den Gemeinderat, während die Sozialdemokraten gar nicht erst antraten.
| Partei                    | Wahlergebnis 2008 | Sitze |
| ------------------------- | ----------------- | ----- |
| Zentrumspartei            | 74,8 %            | 12    |
| Linksbündnis              | 11,9 %            | 2     |
| Nationale Sammlungspartei | 11,1 %            | 1     |